# Francesca Marsaglia
Francesca Marsaglia (Rome, 27 januari 1990) is een Italiaanse alpineskiester. Ze vertegenwoordigde haar vaderland op de Olympische Winterspelen 2014 in Sotsji. Haar broer Matteo is eveneens alpineskiër.

## Carrière
Bij haar wereldbekerdebuut, in februari 2008 in Sestriere, wist Marsaglia geen wereldbekerpunten te scoren. In december 2010 scoorde ze in Lake Louise haar eerste wereldbekerpunten. Op de wereldkampioenschappen alpineskiën 2011 in Garmisch-Partenkirchen ging de Italiaanse van start op de supercombinatie, maar wist ze niet te finishen. In december 2013 behaalde Marsaglia in Sankt Moritz haar eerste toptien klassering in een wereldbekerwedstrijd. Tijdens de Olympische Winterspelen van 2014 in Sotsji eindigde ze als zestiende op de reuzenslalom, op zowel de Super G als de supercombinatie bereikte ze de finish niet.
In Beaver Creek nam de Italiaanse deel aan de wereldkampioenschappen alpineskiën 2015. Op dit toernooi eindigde ze als achtste op de supercombinatie en als achttiende op de Super G.

## Resultaten

### Olympische Winterspelen
| Jaar | Plaats | Resultaten                                       |
| ---- | ------ | ------------------------------------------------ |
| 2014 | Sotsji | 16e Reuzenslalom DNF Super G DNF Supercombinatie |

### Wereldkampioenschappen
| Jaar | Plaats                 | Resultaten                     |
| ---- | ---------------------- | ------------------------------ |
| 2011 | Garmisch-Partenkirchen | DNF Supercombinatie            |
| 2015 | Beaver Creek           | 18e Super G 8e Supercombinatie |
| 2017 | Sankt Moritz           | 17e Super G                    |

### Wereldbeker
Eindklasseringen
| Seizoen   | Algm | AD  | RS  | SG  | SC  |
| --------- | ---- | --- | --- | --- | --- |
| 2010/2011 | 74e  | 34e | –   | 36e | 35e |
| 2011/2012 | 66e  | 37e | –   | 33e | 17e |
| 2012/2013 | 71e  | 30e | –   | 40e | 16e |
| 2013/2014 | 47e  | 40e | 22e | 28e | 25e |
| 2014/2015 | 31e  | 44e | 30e | 10e | 10e |
| 2015/2016 | 25e  | 23e | 23e | 16e | 10e |
| 2016/2017 | 31e  | 42e | 19e | 15e | 29e |
| 2018/2019 | 39e  | 26e | 33e | 17e | -   |
| 2019/2020 | 24e  | 12e | 42e | 22e | -   |